# Köttweinsdorf
Köttweinsdorf ist ein Gemeindeteil der Stadt Waischenfeld im Landkreis Bayreuth (Oberfranken, Bayern). Die Gemarkung Köttweinsdorf hat eine Fläche von 4,019 km². Sie ist in 749 Flurstücke aufgeteilt, die eine durchschnittliche Flurstücksfläche von 5366,11 m² haben.

## Geografie
Das in der Fränkischen Schweiz gelegene Dorf Köttweinsdorf liegt etwa viereinhalb Kilometer südwestlich des Ortszentrums von Waischenfeld auf einer Höhe von 444 m ü. NHN.

## Geschichte
Bis zum Beginn des 19. Jahrhunderts unterstanden die Dorfmarkungen von Köttweinsdorf und des benachbarten Eichenbirkig der Landeshoheit von reichsunmittelbaren Adeligen, die sich in dem zum Fränkischen Ritterkreis gehörenden Ritterkanton Gebürg organisiert hatten. Die Dorf- und Gemeindeherrschaft wurde dabei von der Adelsfamilie der von Schönborn ausgeübt. Die Wahrnehmung der Hochgerichtsbarkeit stand den zum Hochstift Bamberg gehörenden Amt Waischenfeld als Centamt zu. Als die reichsritterschaftlichen Territorien im Bereich der Fränkischen Schweiz infolge des Reichsdeputationshauptschlusses mediatisiert wurden, wurde Köttweinsdorf unter Bruch der Reichsverfassung am 1. November 1805 vom Kurfürstentum Pfalz-Baiern annektiert. Damit wurde das Dorf zum Bestandteil der bei der „napoleonischen Flurbereinigung“ in Besitz genommenen neubayerischen Gebiete, was erst im Juli 1806 mit der Rheinbundakte nachträglich legalisiert wurde.
Durch die Verwaltungsreformen zu Beginn des 19. Jahrhunderts im Königreich Bayern wurde Köttweinsdorf mit dem Zweiten Gemeindeedikt im Jahr 1818 eine Ruralgemeinde, die 1865 in die Gemeinde Rabeneck eingegliedert wurde. Im Zuge der Gebietsreform in Bayern wurde Köttweinsdorf zusammen mit der Gemeinde Rabeneck in die Stadt Waischenfeld inkorporiert.

## Baudenkmäler

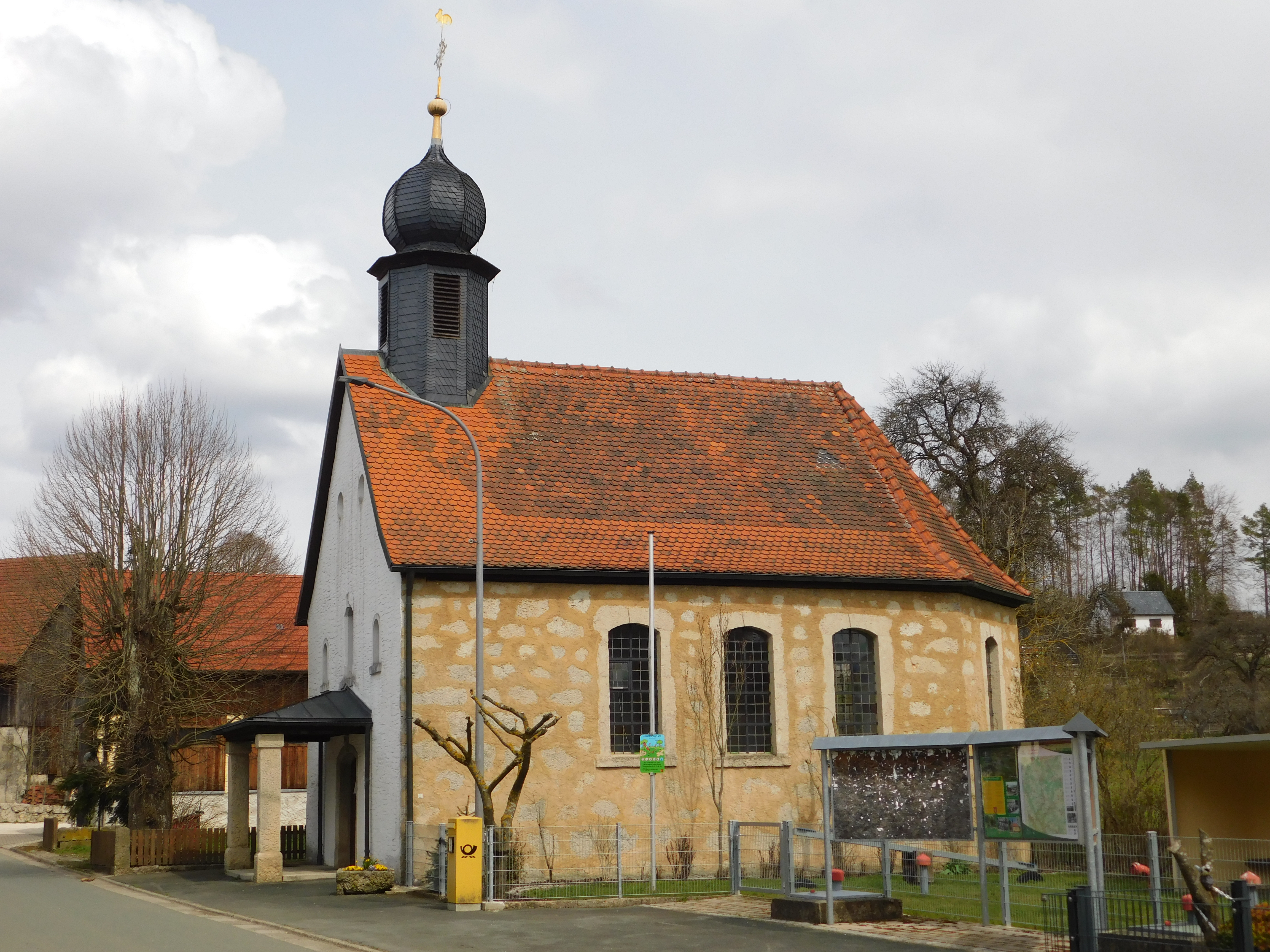
Die Kapelle Köttweinsdorf

Baudenkmäler sind eine nahe der Ortsmitte stehende katholische Kapelle und eine ostsüdöstlich des Dorfes stehende Bildsäule.

## Verkehr
Eine aus dem Osten von der Staatsstraße 2185 abzweigende Gemeindeverbindungsstraße durchquert den Ort und führt weiter nach Eichenbirkig. Vom ÖPNV wird Köttweinsdorf von der Buslinie 388 des VGN bedient. Der nächstgelegene Bahnhof befindet sich in Ebermannstadt, es ist der kommerzielle Endbahnhof der Wiesenttalbahn.